# همیلتن (میسیسیپی)
همیلتن (به انگلیسی: Hamilton) مکانی در ایالت میسیسیپی کشور ایالات متحده آمریکا است که جمعیت آن در سرشماری سال ۲۰۱۰ میلادی، ۴۵۷
نفر بوده‌است.